# Krähwinkel
Krähwinkel ist ein Ortsname, der ohne Bezug auf einen der konkreten Orte dieses Namens redensartlich für kleinstädtische, spießbürgerliche Beschränktheit steht.

## Entstehung

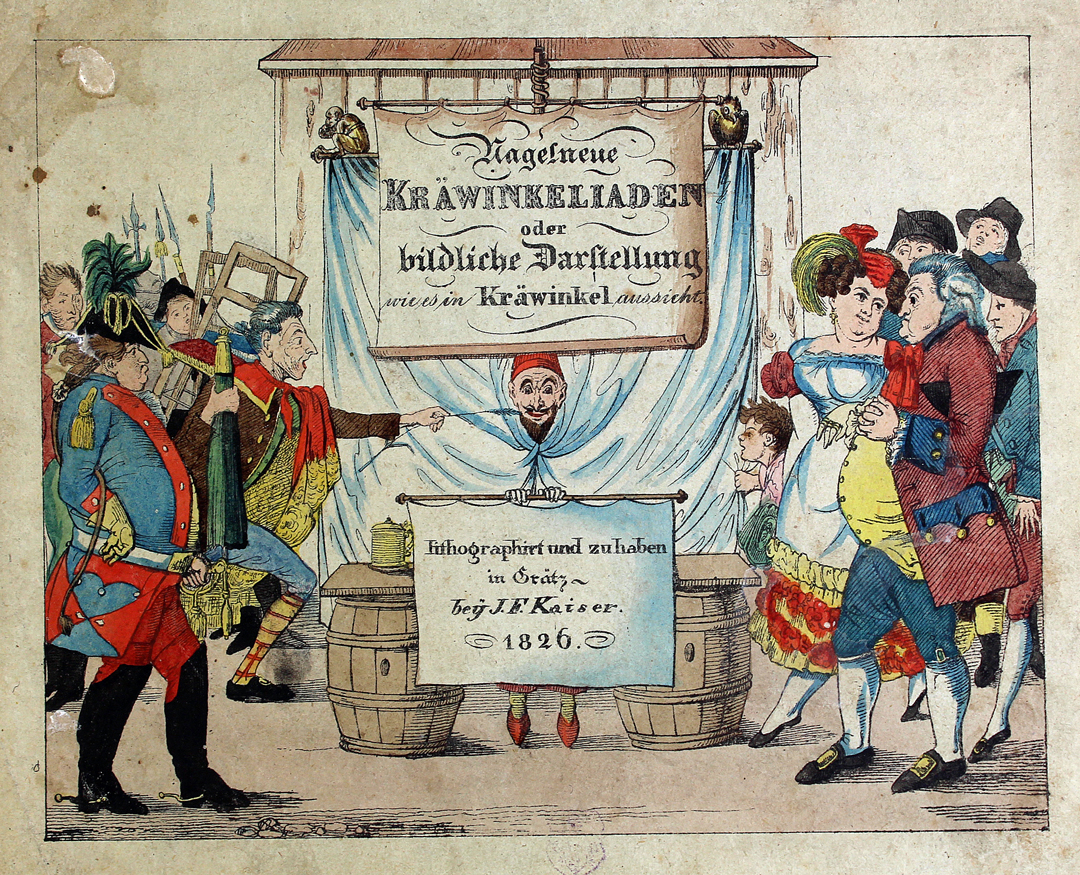
Beliebt auch als Karikatur

In der Schreibung Krehwinkel wurde das Wort in diesem Sinn bereits von Jean Paul in dessen Satire Das heimliche Klagelied der jetzigen Männer (1801) gebraucht, weite Verbreitung erlangte es dann in der Schreibung Krähwinkel durch August von Kotzebues Lustspiel Die deutschen Kleinstädter (1802), dessen Schreibweise sich in der Folgezeit auch Jean Paul in weiteren Werken anschloss.

## Ähnliche fiktive Orte
- Hintertupfing
- Schilda (und seine Schildbürger)

## Verwendungen in Literatur und Film
In chronologischer Reihenfolge:
- Ernst August Friedrich Klingemann: Schill oder das Declamatorium in Krähwinkel (1812)
- Adolf Bäuerle: Die falsche Primadonna in Krähwinkel (1818)
- Heinrich Heine: Erinnerung aus Krähwinkels Schreckenstagen (1834/1835)
- Johann Nestroy: Freiheit in Krähwinkel (1848)
- Thomas Mann: Ein Glück (1904)
- Kurt Tucholsky: „Der Einfluß Krähwinkels hat die deutsche Satire in ihren so dürftigen Grenzen gehalten.“ In: Was darf Satire? (1919)[3]
- Leo Trotzki zur Zarin Alix von Hessen-Darmstadt: „Aus ihrem Krähwinkel zu den Höhen eines byzantinischen Despotismus emporgekommen, wollte sie von diesen um keinen Preis hinabsteigen.“ (1930, Geschichte der Russischen Revolution, Band 1[4])
- Albert Einstein: „Princeton ist ein wundervolles Stückchen Erde und dabei ein ungemein drolliges zeremonielles Krähwinkel winziger stelzbeiniger Halbgötter.“ In: Schreiben an Elisabeth Gabriele in Bayern (20. November 1933)
- Bei uns in Krähwinkel: tschechischer Film von Miroslav Cikán (1935) mit der Schauspielerin Zdeňka Baldová in der Hauptrolle[5]
- Anšlavs Eglītis: „Diese Puppenhäuschen! Diese Schläfrigkeit! Wahrscheinlich findet man in ganz Deutschland kein schlimmeres  Krähwinkel!“ (1951, über Tailfingen in Schwäbisches Capriccio)
- Columbus entdeckt Krähwinkel: deutscher Film (1954)[6]
- Uwe Friesel: Zwischen allen Stühlen oder Soll man in Krähwinkel stets das Maul halten? 2015.